# 鄭錫光

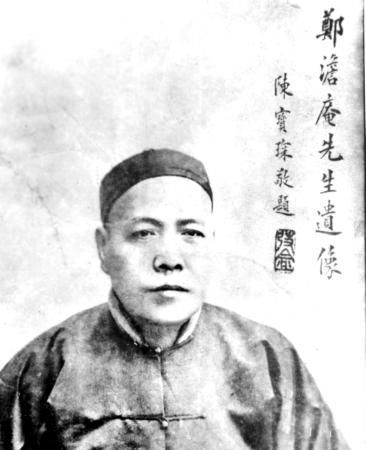
陳寶琛題《鄭澹庵先生遺像》

鄭錫光（？—？），字友其，號澹庵，清朝翰林。福建閩縣（今屬福州市）人。

## 生平
光緒十六年（1890年）考中庚寅恩科二甲進士，同年五月，改翰林院庶吉士。光緒十八年五月，散館，授翰林院編修。歸里後热心教育，先後主講鳌峰书院、风池书院，还曾担任福建官立法政学堂监督。

## 外部連結
- 郑锡光之谜[永久] 海峽都市報